# Biali Lwów
Sokoli Klub Sportowy Biali Lwów – polski klub piłkarski z siedzibą w mieście Lwów, działający w latach 1922–1939.

## Historia
Chronologia nazw:
- 1922: L.K.S. Lwowski Klub Sportowy Biali Lwów
- 1930: S.K.S. Sokoli Klub Sportowy Biali Lwów
- 1939: klub rozwiązano

Klub Sportowy Biali został założony we Lwowie na początku lat 20. XX wieku. W 1922 roku drużyna zadebiutowała w rozgrywkach Klasy C podokręgu Lwów Lwowskiego OZPN. W następnym 1923 roku zespół debiutował w Klasie B, podokręg Lwów. W 1934 została zorganizowana Liga Okręgowa, w związku z czym klub został zakwalifikowany do rozgrywek w Klasie A. Ale na skutek wybuchu II wojny światowej – we wrześniu 1939 roku działalność klubu została całkowicie zawieszona, a po zakończeniu II wojny światowej już nigdy nie reaktywowana.

## Poszczególne sezony

### Rozgrywki krajowe
| \| Polska \| Bilans występów klubu w rozgrywkach piłkarskich Polski (Stan na 31 maja 2025 r.) \| \| |                                                                                  |        |       |   |   |   |    |    |     |                 |        |        |      |
| Poziom                                                                                              | Rozgrywki                                                                        | Sezony | Mecze | Z | R | P | B+ | B– | Pkt | Lata            | Awanse | Spadki | Naj. |
| I                                                                                                   | Liga                                                                             | 0      |       |   |   |   |    |    |     |                 |        |        |      |
| II                                                                                                  | Klasa A / Liga Okręgowa                                                          | 0      |       |   |   |   |    |    |     |                 |        |        |      |
| III                                                                                                 | Klasa B / Klasa A                                                                | 8      |       |   |   |   |    |    |     | 1923–1929, 1934 | 0      | 1      | 2    |
| IV                                                                                                  | III liga / Klasa C / Klasa B                                                     | 1+     |       |   |   |   |    |    |     | 1922, 193?–193? | 2      | 0      | 4    |
| | Puchar Polski                                                                    | 0      |       |   |   |   |    |    |     |                 |        |        |      |
| Polska                                                                                              | Bilans występów klubu w rozgrywkach piłkarskich Polski (Stan na 31 maja 2025 r.) |        |       |   |   |   |    |    |     |                 |        |        |      |

## Struktura klubu

### Stadion
Drużyna rozgrywała swoje mecze domowe we Lwowie na stadionie Pogoni Lwów lub na stadionie Czarnych Lwów na Bednarówce.